# Quintana del Pidio
Quintana del Pidio è un comune spagnolo di 154 abitanti situato nella comunità autonoma di Castiglia e León.